# タン・マラカ

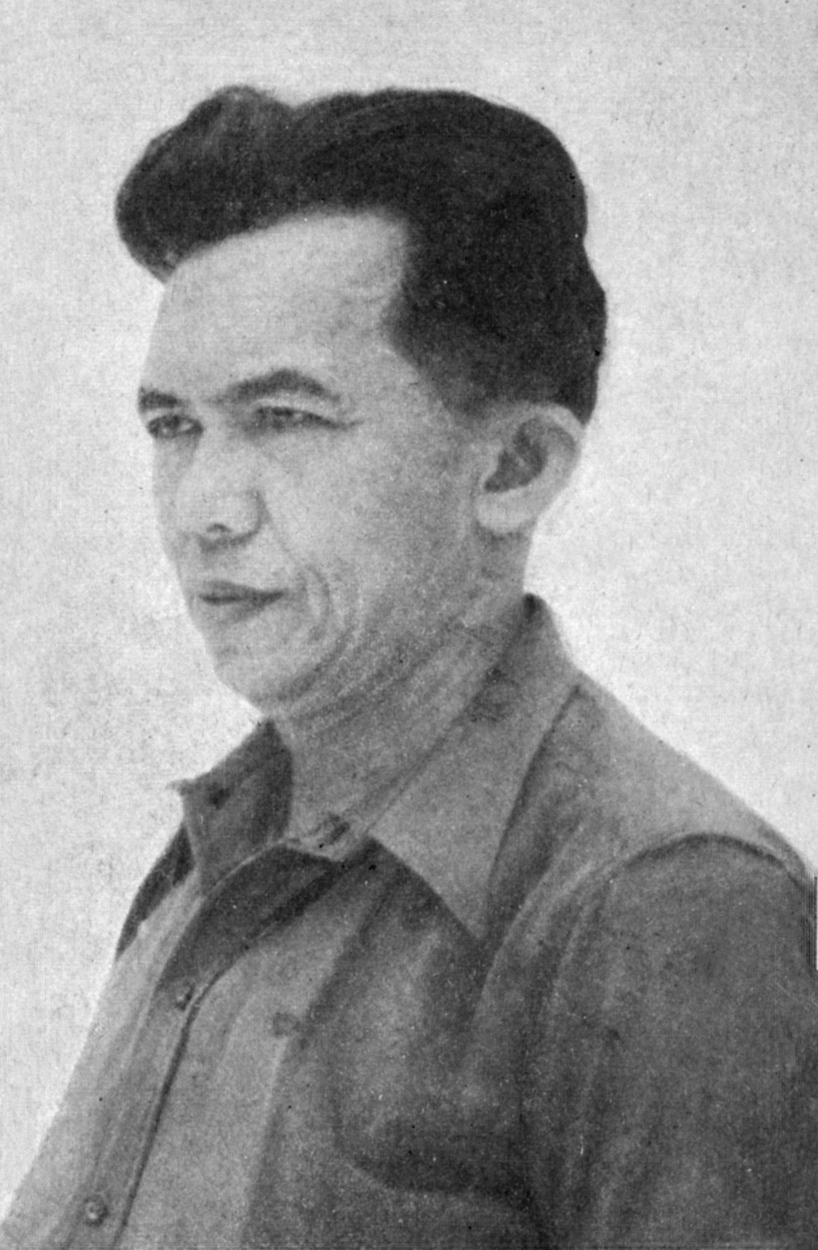
自伝の写真

タン・マラカ（Tan Malaka, 1897年6月21日 - 1949年2月21日）は、オランダ領東インド期から独立革命期にかけてのインドネシアで活動した革命家である。正式な名前は、スタン・イブラヒム・グラル・ダトゥク・タン・マラカ（Sutan Ibrahim Gelar Datuk Tan Malaka）。
草創期のインドネシア共産党を牽引し、共産主義とイスラームの両立と、東南アジア全体からオーストラリアの熱帯部までを含む広域的な社会主義共同体「アスリア（Aslia）」を構想するなど、そのスケールの大きな独自の革命思想は、インドネシアの近現代史において異彩を放っている。

## 経歴
オランダ領東インド時代、1897年に西スマトラの敬虔なイスラム教徒の家に生まれる（ただし生年については諸説ある）。モハマッド・ハッタ、シャフリルと同じくミナンカバウ族の出身。幼少の頃から聡明だったらしく、ブキティンギの師範学校に学び、オランダ語で教育を受ける。
1913年、一族の奨学金を得て、宗主国オランダに留学。ハールレムの王立師範学校に学ぶ。当初は、そこで教員免許を取得し、東インドのオランダ人学校で教師になることが目的だった。しかし、知遇を得たオランダの高名なイスラム学者、スヌーク・ヒュルフローニエ（C. Snouck Hurgronje）に諭されて、植民地で宗主国の言語を用いて宗主国の子弟に教えることの無意味さに気付き、以後、読書にふけるようになる（永積、1980年、227-228頁）。
第一次世界大戦中はヨーロッパ社会の激動を目の当たりにしながら、急速に社会主義思想に傾倒していく。とくにロシア革命によるソビエト連邦の成立は彼に決定的な影響を与えた。物理や数学が得意で議論好きという生来の性癖は、マルクスの『資本論』に沈溺することによってさらに磨きがかけられた。
タン・マラカにとってのヨーロッパ留学は、周恩来やホー・チ・ミンらと同様に、植民地の青年が思想的転換を遂げて、社会主義と植民地解放思想に共感し、革命運動に身を投じるようになる決定的な契機を与えたことになる。
第一次世界大戦の終戦後、1919年に東インドに帰国。北スマトラ、デリのプランテーションの教師になり、そこで働くクーリーたちの子弟の教育にあたる。しかし、農場のオランダ人経営者とたびたび衝突し、1921年7月、中部ジャワのスマランに移る。1920年5月に結成されたインドネシア共産党（PKI）に参加し、頭角を現した。
その当時のPKIは、東インドの民族主義運動で主導的役割を果たしていたイスラム同盟（Sarekat Islam）に大量の党員を送り込み、影響力の拡大につとめており、また、労働組合による賃上げ要求ストライキなどを通して指導力を発揮していた。しかし、1921年10月、共産主義者による組織の乗っ取りを警戒したイスラム同盟指導部によって、「二重党籍の禁止」が可決され、同盟からPKI党員は排除された。タン・マラカは同年12月に共産党議長に就任して反植民地闘争を指導したが、1922年3月、植民地政府によって国外追放処分となった。その後、約20年間、祖国を離れての活動が続くことになる。
国外追放後はソ連に渡り、1922年11月のコミンテルン第4回大会に出席、約1年間モスクワに滞在した後、コミンテルンの工作員として、中国、フィリピン、シンガポール、タイなどで活動し、アジア各地で革命工作に従事する。
オランダ領東インドでのPKI武装蜂起計画を知り、これを思い止まらせようと画策するが説得に失敗。1926年-1927年、ジャワ、スマトラで散発的に起こったPKIの武装蜂起は植民地政府に鎮圧され、PKIは壊滅的な打撃を受ける。これを受けてタン・マラカは滞在先のタイで、インドネシア共和国党を設立した（1927年6月）。
国外追放の時期、アジア各地に出没していたタン・マラカの姿が物語化され、1930年代の東インドで『インドネシアの紅はこべ』シリーズとして人気を呼んだ（「紅はこべ」はイギリスの作家バロネス・オルツィが生んだ架空のキャラクター）。
日中開戦後、中国にいたタン・マラカは戦火を避けシンガポールに移り、日本軍の南下によってシンガポールが陥落すると、1942年7月、日本軍政下のジャカルタに潜入し、約20年ぶりに祖国の土を踏んだ。その後は偽名を用いて鉱山で働き、また革命の理論と実践の書、『マディログ』を執筆した。
1945年8月17日のインドネシア独立宣言後、インドネシアの中央政界に突如姿を現し、インドネシアの再植民地化をもくろむオランダとの徹底抗戦を訴えた。オランダとの外交交渉を通じてインドネシアの独立を達成しようとしたスカルノ、シャフリルらと対立し、1946年1月、徹底抗戦派の諸組織を糾合して闘争同盟（Persatuan Perjuangan）を結成し、中央政府に揺さぶりをかけた。この徹底抗戦派と外交交渉派の対立に妥協点は乏しく、一時、インドネシアは内戦の危機に直面したが、同年7月3日、闘争同盟の指導者多数が逮捕され、闘争同盟は壊滅した（なお、タン・マラカは同年3月にはすでに逮捕されていた）。
2年半の獄中生活から解放されたタン・マラカは、1948年10月、ムルバ党（Partai Murba）を結成し（「ムルバ」とはタン・マラカ版のプロレタリアート概念）、なおも武力闘争を貫徹しようとするが、1949年2月21日、ゲリラ戦のさ中、インドネシア共和国軍に捕らえられて射殺された（以上、永積、1980年、押川、1993年、を参照）。タン・マラカを失ったムルバ党はその後もインドネシア共産党と激しく敵対し、ムルバ党所属のアダム・マリクは外務大臣や副大統領を務めて東南アジア諸国連合の結成に携わるなどスハルト体制の与党と化した。

## 備考
- タン・マラカのゲリラ戦部隊には、日本軍義勇兵としてインドネシア独立戦争に参加したアブドゥルラフマン市来龍夫がいた（後藤乾一『火の海の墓標 - あるアジア主義者の流転と帰結-』、時事通信社、1977年、を参照）。

## 著書
- 『大衆行動 -インドネシア共和国への道- 』（日本語版：日野遼一訳、鹿砦社、1975年）
- 『牢獄から牢獄へ』（日本語版：押川典昭訳、2分冊（未完）、鹿砦社、1979年）
- 『マディログ』

## 関連文献
- 谷川栄彦 『東南アジア民族解放運動史 -太平洋戦争まで- 』、勁草書房、1969年
- 増田与 『インドネシア現代史』、中央公論社、1971年
- 永積昭 『インドネシア民族意識の形成』、東京大学出版会、1980年
- 押川典昭 「タン・マラカ 冒険小説を生きた男」、別冊宝島EX『英雄たちのアジア』、1993年